# Segunda Guerra Ilírica
A Segunda Guerra Ilírica foi um conflito armado travado entre 220 e 219 a.C. entre as forças da República Romana e os ilírios. Foi a segunda das Guerras Ilírias, um conjunto de conflitos que culminaria com a anexação da Ilíria à República Romana.

## Contexto
Nos anos imediatamente anteriores ao conflito, os romanos estavam preocupados em conter o avanços das tribos gaulesas na Etrúria (Batalha de Telamão, em 224 a.C.) e, logo depois, em conquistar o norte da Itália, a região conhecida como Gália Cisalpina. As tensões com Cartago estava se acirrando, especialmente depois de 221 a.C., quando Aníbal assumiu o comando da Ibéria cartaginesa e passou a ocupar militarmente toda a região ao sul do rio Ebro.

### Casus belli
Demétrio de Faros, o monarca de um reino cliente romano na região, decidiu aliar-se ao rei macedônico Antígono Dóson no conflito contra Cleômenes III de Esparta. Ele acreditava que conseguiria desta forma o apoio do poderoso Reino da Macedônia numa época que Roma estava com sua atenção voltada para outros conflitos.
A partir daí, Demétrio passou a patrocinar a pirataria no Adriático, saqueando e destruindo diversas cidades ilíricas clientes da República Romana, violando o tratado que lhe assegurou o poder uma década antes ao final da Primeira Guerra Ilírica. Ele navegou com 50 navios para além de Issa, devastando grande parte das ilhas cicládicas e conquistando a cidade de Pilos (moderna Navarino),  onde capturou outros cinquenta navios. Em seguida, Demétrio posicionou uma poderosa guarnição em Dimale (perto da moderna Apolônia, na Albânia) depois de eliminar todos os seus opositores políticos e entregar o governo a seus aliados. 6 000 soldados guardavam sua capital, na ilha de Faro.

## Guerra
Os romanos, por outro lado, percebendo a prosperidade do Reino da Macedônia, decidiram não deixar impunes estas violações ao antigo tratado e reagiram rapidamente para punir Demétrio por sua ingratidão e ousadia. Conta-se que, quando os embaixadores romanos, pressentindo que Aníbal estava tentando a todo custo provocar uma nova guerra, informaram ao Senado Romano suas descobertas, os senadores, diante da ameaça de um longo conflito, tomaram todas as medidas necessárias para consolidar as posições romanas no oriente, especialmente na Ilíria, do outro lado do Adriático. Em 219 a.C., o Senado entregou o comando da frota ao cônsul Lúcio Emílio Paulo, que rapidamente ocupou as principais fortalezas inimigas, começando em Dimale, conquistada em apenas sete dias, provocando enorme confusão entre as forças de Demétrio. A campanha terminou com a conquista da própria ilha de Faros, que Emílio arrasou até o chão.

## Consequências
A rápida derrota contra os romanos obrigou Demétrio a buscar abrigo na corte de Filipe V da Macedônia, onde passou o resto da vida como um dos principais conselheiros do rei. Lúcio Emílio Paulo subjugou o resto da Ilíria, reorganizando-a novamenente antes de retornar no final do verão. Em Roma, recebeu, juntamente com Marco Lívio Salinador, a honra de um triunfo. Os romanos enviaram uma embaixada à corte macedônica para pedir a cabeça de Demétrio, mas sem sucesso.